# 阿克倫 (愛荷華州)
阿克倫是美国艾奥瓦州普利茅斯縣下轄的一个城市。2010年人口统计为567人。